# Luis Manuel Arias
Luis Manuel Arias Vega (Oviedo, España, 29 de marzo de 1967), conocido como Luis Manuel, es un exfutbolista español.

## Trayectoria
Formado en las categorías inferiores del Real Oviedo, llegó a debutar con el primer equipo en la temporada 1985-86, en la que disputó un único encuentro. En el conjunto de la capital del Principado de Asturias permaneció durante las siguientes nueve temporadas, hasta el verano de 1995, siendo titular indiscutible en muchas de ellas. Consiguió ascender a primera división en la campaña 1987-88 y vivió la mejor época histórica del club, que llegó incluso a disputar competiciones europeas.
Posteriormente, recaló en la U. D. Salamanca, equipo en el que militó durante tres temporadas pese a que en la primera de ellas no pudo evitar el descenso a segunda división. Tras un año en blanco, en el verano de 1998 llegó al C. D. Toledo, entonces en segunda división, donde se convirtió en un jugador fundamental, con setenta y siete encuentros disputados y tres goles marcados en dos campañas. Sin embargo, cosechó un nuevo descenso en el año 2000, en este caso a segunda división B. El ejercicio 2000-01 lo disputó en la S. D. Ponferradina, donde jugó treinta partidos y anotó un gol. Su último equipo fue el Águilas C. F., en tercera división, donde permaneció de 2001 a 2003.

### Tras su retirada
En mayo de 2004 fue nombrado director deportivo del Real Oviedo.

## Selección nacional
Jugó cuatro encuentros con la selección nacional entre 1989 y 1992. Debutó el 13 de diciembre de 1989 frente al combinado de Suiza en un amistoso celebrado en el estadio Heliodoro Rodríguez López de Santa Cruz de Tenerife siendo Luis Suárez el seleccionador nacional. Salió en la segunda parte sustituyendo a Andrinua y el resultado final sería de 2 a 1 a favor de la roja (goles de Michel, Knup y Miñambres). En 1992 volvió a jugar tres encuentros con Vicente Miera como seleccionador: Portugal, 0 - España, 0 (el 15 de enero de 1992 en el estadio José Alves Vieira de Torres Novas); España, 1 - CEI, 1 (el 19 de febrero de 1992 en el estadio Luis Casanova de Valencia) y España, 2 - Estados Unidos, 0 (el 11 de marzo de 1992 en el estadio José Zorrilla de Valladolid).

## Clubes
| Club                | País   | Año       |
| ------------------- | ------ | --------- |
| Real Oviedo Vetusta | España | 1985-1986 |
| Real Oviedo         | España | 1986-1995 |
| U. D. Salamanca     | España | 1995-1998 |
| C. D. Toledo        | España | 1998-2000 |
| S. D. Ponferradina  | España | 2000-2001 |
| Águilas C. F.       | España | 2001-2003 |